# Kafsa
Kafsa, Gafsa (arab. ‏قفصة‎, Qafṣa, staroż. Capsa) – miasto w środkowej Tunezji, ośrodek administracyjny gubernatorstwa Kafsa. 
Ośrodek mezolitycznej kultury kapskiej. 

## Transport

### Transport lotniczy
W mieście znajduje się międzynarodowy port lotniczy.

## Sport i rekreacja

### Kluby sportowe
Swoją siedzibę ma tutaj klub piłkarski EGS Gafsa, który występuje w CLP-1.

### Obiekty sportowe
W Kafsa mieści się wielofunkcyjny Stadion Olimpijski, który pomieści 7 000 widzów.

## Miasta partnerskie
- Włochy: Neapol
- Hiszpania: Palma de Mallorca